# Sankt Gallen (Svájc)
Sankt Gallen (franciául Saint-Gall; olaszul San Gallo; romans nyelven Son Gagl) egy svájci település, Sankt Gallen kanton székhelye. Kelet-Svájc legjelentősebb városa. Apátsága szerepel az UNESCO Világörökségi listáján.

## Földrajz
A Boden-tó és az Appenzelli-Alpok között helyezkedik el.

## Történelem
A város eredete 614-re nyúlik vissza, amikor az ír szerzetes, Gallus – Szent Kolumbán egyik tanítványa – egy remetelakot épített a Steinach folyó mellett. A remetelak helyén 747-ben a bencés szerzetes, Szent Otmár közösséget alapított, majd apátságot épített, amely Európa egyik legfontosabb kulturális központjává vált.
926-ban kalandozó magyarok megtámadták az apátságot és a környező várost.
1026-ban II. Ulrik apát hercegi címet kapott, és megalapította hercegségét.
Az apátság körül alakult ki a város. Történelmében kiemelt szerepe van a textiliparnak és a kereskedelemnek, amelyek lehetővé tették, hogy a gazdagodó polgárság megválthassa magát az apátság hűbérsége alól.
1803-ban született meg Sankt Gallen kanton, amellyel megszűnt a hercegség.

## Híres személyek
- Itt hunyt el 1998-ban Vecsey Lajos svájci magyar lelkész.

## Látnivalók
- Museum im Kirchhoferhau
- Naturmusem
- Kunstmuseum
- Mázsaház (Waghaus): jelenleg a Nagy Városi Tanács üléseinek ad otthont
- Botanikus kert

Természetesen legfontosabb látnivalója a Világörökség részét képező Sankt Gallen-i kolostor 17. századi épületegyüttese, amelynek helyén egykor Gallus letelepedett. Nagy fontosságú a közel 150 000 kötetet számláló könyvtára.

## Testvérvárosok
- Liberec, Csehország